# Provincia di Acomayo
La provincia di Acomayo è una provincia del Perù, situata nella regione di Cusco.

## Geografia antropica

### Suddivisioni amministrative
È divisa in 7 distretti:
- Acomayo (Acomayo)
- Acopia (Acopia)
- Acos (Acos)
- Mosoc Llacta (Mosoc Llacta)
- Pomacanchi (Pomacanchi)
- Rondocan (Rondocan)
- Sangarará (Sangarará)